# Спиритический сеанс (фильм, 2021)
Не путать с японским телефильмом 2000 года
«Спиритический сеанс» (англ. Seance) — американский художественный фильм режиссёра Саймона Барретта.
Премьера состоялась  21 мая 2021 года.

## Сюжет
Камилла Медоуз — новичок в престижной Академии Фэрфилд для девочек, где одна из учениц, Кэри, недавно погибла при странных обстоятельствах. Не зная, на что она соглашается, Камилла участвует в ночном спиритическом сеансе, где она вместе с подругами вызывают Призрака Фэрфилд. Вскоре погибает следующая  девушка. Камилла прилагает все усилия, чтобы решить эту загадку, и не стать следующей жертвой.
При загадочных обстоятельствах погибают ещё несколько учениц, впрочем, убивал их не призрак. В деле оказались замешаны сразу двое человек: одна из учениц, Бетани, и Тревор, сын директора школы, с которым она тайно встречалась все это время. Бетани нечестным способом выиграла гранд на 250 тысяч долларов за своё эссе, которое на самом деле украла у Кэри, а потому решила избавиться от всех нежелательных свидетелей, чтобы никто не смог её обвинить в плагиате.
Но и Камилла оказалась не той, за кого себя выдаёт. Ее настоящее имя неизвестно, а в школу она поступила не для учебы, а чтобы отомстить за свою подругу Кэри, с которой она вместе росла и которая долгие годы была ее единственным другом, прежде чем не покончила с собой. Камилле удаётся убить Бетани и Тревора, после чего она покидает школу и уходит в неизвестном направлении.

## В ролях
- Сьюки Уотерхаус — Камилла
- Мэдисен Бити — Бетани
- Элла-Рэй Смит — Хелина
- Инанна Саркис — Элис
- Симус Паттерсон — Тревор

## Производство
О работе над проектом стало известно в октябре 2019 года, когда Сьюки Уотерхаус присоединилась к актёрскому составу фильма, а Саймон Барретт написал сценарий к фильму.
Съёмки начались в ноябре 2019 года.

## Выпуск
В феврале 2021 года компания RLJE Films приобрела права на прокат фильма в США. Премьера состоялась 21 мая 2021 года.